# Nobuyuki Fukumoto
Nobuyuki Fukumoto (福本伸行?, Fukumoto Nobuyuki; 10 dicembre 1958) è un fumettista giapponese.

## Biografia
Portato al successo prima con Akagi e poi con Kaiji da cui sono stati tratti due pellicole cinematografiche.

## Opere
- Ten - Tenhōdōri No Kaidanji (天 - 天和通りの快男児) (1989–2002)
- Akagi (1992–2018)
- Gin to Kin (1992–1996) (銀と金)
- Tobaku Mokushiroku Kaiji (1996–1999) (賭博黙示録 カイジ)
- Tobaku Hakairoku Kaiji (2000–2004) (賭博破戒録
- Tobaku Datenroku Kaiji (2004–2008) (賭博堕天録 カイジ)
- Tobaku Datenroku Kaiji ~Kazuya-hen~  (2009–2012) (賭博堕天録カイジ〜和也編〜)
- Tobaku Datenroku Kaiji ~One-poker hen~ (2013–2017) (賭博堕天録カイジ ～ワン・ポーカー編～)
- Tobaku Datenroku Kaiji ~24-Oku Dasshutsu-Hen~ (2017–) (賭博堕天録カイジ ～24億脱出編～)
- Saikyō Densetsu Kurosawa (2003–2006) (最強伝説黒沢)

## Riconoscimenti
- Premio Kodansha per i manga per Tobaku Mokushiroku Kaiji